# Government Dockyard
| \| Localisation sur la carte de Hong Kong \| Localisation sur la carte de Hong Kong. |
| Localisation sur la carte de Hong Kong                                               |

Government Dockyard (政府船塢) est un chantier naval du gouvernement de Hong Kong, responsable de la conception, de l'approvisionnement et de l'entretien de tous les navires appartenant au gouvernement.
Situé sur la côte nord-est de l'île de Ngong Shuen Chau, il est issu du transfert de souveraineté au civil de l'ancienne base navale HMS Tamar de la Royal Navy juste avant la rétrocession de Hong Kong à la Chine en 1997.
Il est adjacent à l'usine de traitement des eaux usées de Ngong Shuen Chau et est accessible par Ngong Shuen Road.

## Description
Il dispose d'un bassin d'eau protégé de 8,3 hectares comme base opérationnelle pour les navires exploités par le département de la marine (en). Il dispose également d'un système de levage de navires et de trois treuils capables de mettre en cale sèche des navires pesant jusqu'à 750 tonnes. Un système d'information informatisé en ligne est utilisé pour coordonner les activités de maintenance et les services de soutien afin de maximiser l'efficacité de la maintenance et la disponibilité des navires.

## Anciens navires britanniques stationnés
Le site servait de base à 3 navires de patrouille de la classe Peacock :
- le HMS Peacock
- le HMS Plover (en)
- le HMS Starling (en)

Les navires sont restés à la base désaffectée avant d'être vendus à la marine philippine.

## Actuels navires basés
Liste des départements gouvernementaux avec des navires stationnés :
- Navires de la police de Hong Kong
- Bateaux-pompiers du département des services d'incendie (en)
- Navires du département de la marine (en)
- Navires du département des douanes et accises (en)